# Komodo Edit
Komodo Edit — бесплатный текстовый редактор для динамических языков программирования, изданный компанией-разработчиком ActiveState. Начиная с версии 4.3.0, распространяется под свободной тройной лицензией Mozilla — MPL, GNU GPL и GNU LGPL.
Komodo Edit унаследовал много свойств от коммерческой Komodo IDE, такие как широкий диапазон поддерживаемых языков (PHP, Python, Ruby, JavaScript, Perl, Tcl, XML, HTML 5, CSS 3) и платформ (GNU/Linux, Apple Mac OS, Microsoft Windows NT 5.0+).
Редактор поддерживает подсветку синтаксиса, синтаксиса на лету, а также автозавершение скобок, кавычек и зарезервированных слов. Быстрый запуск, удалённая работа с файлами, горячие клавиши, инструментарий с интегрированной поддержкой командной оболочки, макросов и сниппетов, а также механизм расширений аналогичный Mozilla Firefox.
Он был разработан для программистов, которым необходим многоязычный редактор с широкой функциональностью, но без характерных функций IDE, таких как отладчик, DOM-редактор, интерактивные оболочки, контроль проектов и контроль исходного кода.